# Resolutie 1949 Veiligheidsraad Verenigde Naties
Resolutie 1949 van de Veiligheidsraad van de Verenigde Naties werd unaniem aangenomen door de VN-Veiligheidsraad op 23 november 2010. Middels deze resolutie verlengde de Raad de VN-missie in Guinee-Bissau tot eind 2011.

## Achtergrond
Guinee-Bissau werd in 1973 onafhankelijk van Portugal en kende in 1994 voor het eerst verkiezingen. In 1998 kwam het leger echter in opstand, werd de president afgezet en ontstond de Guinee-Bissause burgeroorlog. Uiteindelijk werden pas eind 1999 nieuwe presidentsverkiezingen gehouden. In 2003 werd hij na een chaotische regeerperiode door het leger afgezet. In 2004 leidde muiterij in het leger tot onrust in het land. Nieuwe presidentsverkiezingen in 2005 brachten de in 1998 afgezette president opnieuw aan de macht. In 2009 werd hij vermoord door soldaten en volgden wederom presidentsverkiezingen. In 2010 was er onrust binnen het leger en in 2011 een couppoging tegen de nieuwe president.

## Inhoud

### Waarnemingen
Men was bezorgd om de blijvende instabiliteit in Guinee-Bissau, het gebrek aan gezag en controle over het leger en het vasthouden van personen zonder proces na de gebeurtenissen van 1 april 2010. Hierdoor kwam ook de veiligheid in de subregio in het gedrang door de groeiende drugshandel en georganiseerde misdaad.

### Handelingen
De Veiligheidsraad verlengde het mandaat van het Geïntegreerd VN-Vredesondersteuningskantoor in Guinee-Bissau tot 31 december 2011. De secretaris-generaal werd gevraagd een strategisch werkplan op te stellen om de uitvoering van het mandaat op te volgen. Op de overheid en andere partijen in Guinee-Bissau werd aangedrongen samen te werken aan vrede, stabiliteit, dialoog en verzoening. Op 's lands legerleiding werd aangedrongen op respect voor de grondwettelijke orde, civiel toezicht en onthouding van politieke inmenging.
De overheid werd ook opgeroepen werk te maken van het onderzoek naar de politieke moorden die in maart en juni 2009 hadden plaatsgegrepen en de verantwoordelijken te vervolgen. Ook werd de overheid opgeroepen de vastgehouden personen vrij te laten ofwel te vervolgen.

## Verwante resoluties
- Resolutie 1580 Veiligheidsraad Verenigde Naties (2004)
- Resolutie 1876 Veiligheidsraad Verenigde Naties (2009)
- Resolutie 2030 Veiligheidsraad Verenigde Naties (2011)
- Resolutie 2048 Veiligheidsraad Verenigde Naties (2012)

Lijst ·  1908 ·  1909 ·  1910 ·  1911 ·  1912 ·  1913 ·  1914 ·  1915 ·  1916 ·  1917 ·  1918 ·  1919 ·  1920 ·  1921 ·  1922 ·  1923 ·  1924 ·  1925 ·  1926 ·  1927 ·  1928 ·  1929 ·  1930 ·  1931 ·  1932 ·  1933 ·  1934 ·  1935 ·  1936 ·  1937 ·  1938 ·  1939 ·  1940 ·  1941 ·  1942 ·  1943 ·  1944 ·  1945 ·  1946 ·  1947 ·  1948 ·  1949 ·  1950 ·  1951 ·  1952 ·  1953 ·  1954 ·  1955 ·  1956 ·  1957 ·  1958 ·  1959 ·  1960 ·  1961 ·  1962 ·  1963 ·  1964 ·  1965 ·  1966